# Primavera silenziosa
Primavera silenziosa (titolo originale: Silent Spring) è un libro scritto da Rachel Carson e pubblicato negli Stati Uniti nel settembre del 1962, tradotto in italiano e pubblicato nel 1966.

## Trama
Il libro è comunemente ritenuto una sorta di manifesto antesignano del movimento ambientalista e descrive con tanto di ricerche e analisi scientifiche i danni irreversibili del DDT e dei fitofarmaci in genere sia sull'ambiente che sugli esseri umani. Rachel Carson gli dona inoltre un aspetto quasi da romanzo. Il libro è dedicato «...ad Albert Schweitzer che disse "L'uomo ha perduto la capacità di prevenire e prevedere. Andrà a finire che distruggerà la Terra"»
Nella premessa  Rachel Carson ricorda una lettera ricevuta nel 1958 da Olga Owens Huckins, riguardante il problema della scomparsa di numerose specie. 
Nel capitolo 1 si descrive in maniera poetica la situazione ambientale americana degli anni Cinquanta del Novecento e si conclude con questa domanda: "Perché tacciono le voci della primavera in innumerevoli contrade d'America?".
Nel capitolo 2 si esplorano gli effetti devastanti dei pesticidi (DDT) che non solo danneggiano la fauna, ma anche l'intero equilibrio ecologico delle acque e del suolo. Questo capitolo si conclude con questa domanda: " I pesticidi sono veramente necessari? "
Nel capitolo 3 l'autrice racconta di come la popolazione inizi a preoccuparsi per l'effetto del DDT sulla salute delle persone, degli animali e sulla sua facile propagazione negli ambienti e nelle catene alimentari.
Nel capitolo 4 l'autrice spiega come le sostanze chimiche si diffondano nei corsi d'acqua, contaminando fiumi, laghi e mari, con gravi conseguenze per la fauna acquatica e per l'intero ecosistema. Si conclude con una domanda del professor Eliassen :                             "Quali pericoli minacciano la popolazione? Non ne sappiamo nulla."
Nel capitolo 5 Rachel Carson parla di come la microscopica vita vegetale del suolo condizioni quest'ultimo e la nostra esistenza.
Nel capitolo 6 si affronta il tema degli erbicidi usati insieme a insetticidi per alzare l'economia del paese. Questi erbicidi privano gli animali del loro habitat naturale, lasciandoli morire; anche a causa delle conseguenze che i pesticidi hanno sul loro cibo, che viene avvelenato.

## Titolo
Il suo titolo deriva dalla constatazione del maggior silenzio nei campi primaverili, rispetto ai decenni passati, dovuto alla diminuzione del numero di animali (principalmente uccelli canori), provocato dall'utilizzo sconsiderato di insetticidi, erbicidi e pesticidi; che poi avranno gravi ripercussioni anche sull'uomo.

## Pubblicazione
L'editore originale fu la Houghton Mifflin in America nel 1962, mentre in Italia la Feltrinelli nel 1966.

## Nei media
In Italia le è stata dedicata una puntata della trasmissione radiofonica Wikiradio, realizzata dal giornalista ambientale Marco Gisotti.
Viene citato nel primo romanzo della trilogia Memoria del passato della terra, Il problema dei tre corpi, di Liu Cixin, e nella prima puntata della serie Netflix Il problema dei 3 corpi ispirata al libro.